# Shunet El Zebib

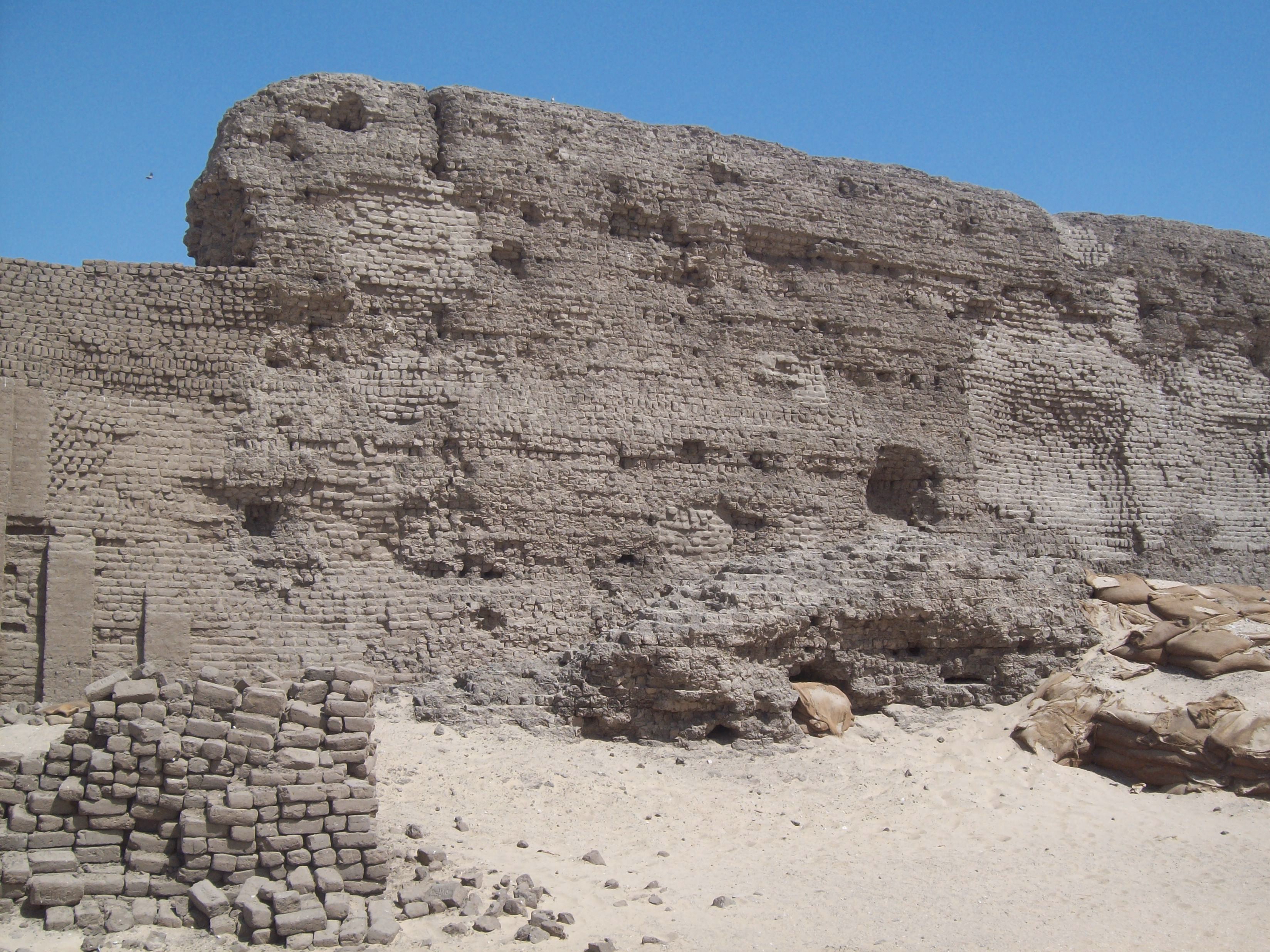
Mur sud de Shunet El Zebib

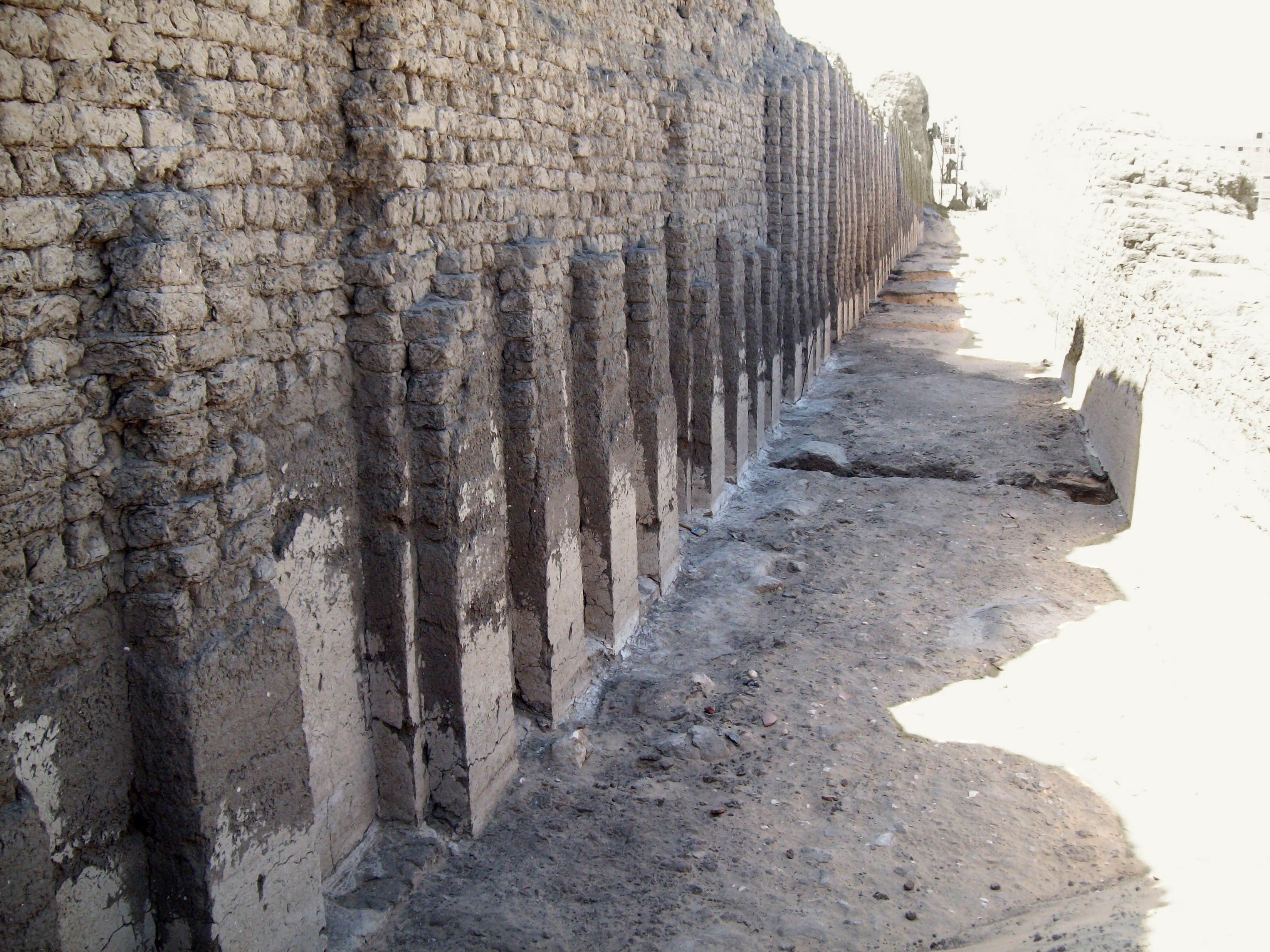
Mur nord amb façana de nínxol ben conservada

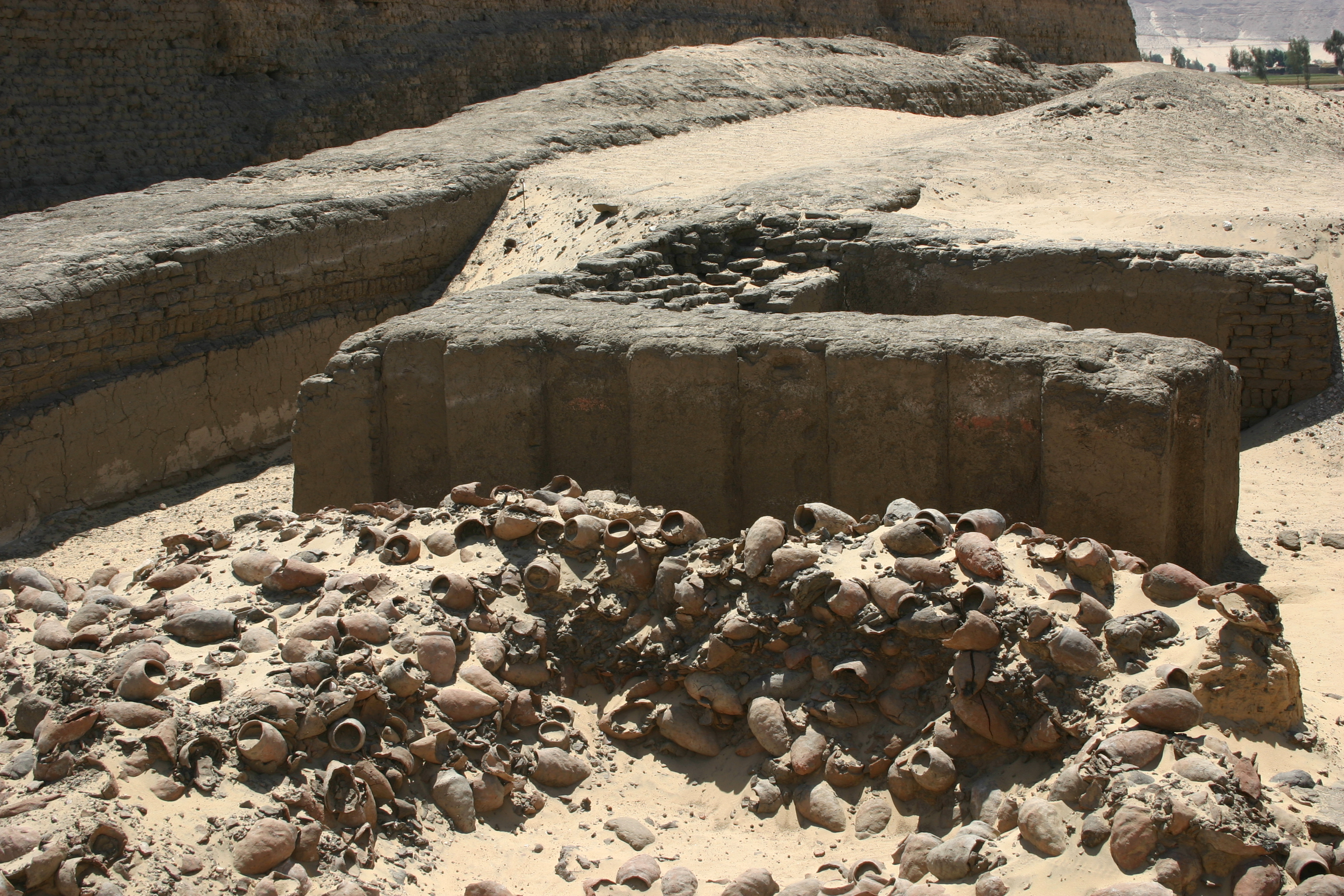
Recinte de Peribsen prop del mur nord

Shunet El-Zebib (literalment 'graner de panses' o 'magatzem de panses'), també anomenat Shunet o Shuneh per a abreujar, és el nom d'una gran estructura de tova a Abidos, al sud d'Egipte. L'edifici data de la Dinastia II (2700 abans de la nostra era) i va ser construït pel faraó Khasekhemui.(1)

## Arquitectura
Shunet El-Zebib es va fer amb rajoles de fang sense coure. Consta de dos murs rectangulars massissos que s'acoblen. L'eix longitudinal de la instal·lació està alineat de nord-est a sud-oest. La paret exterior fa 137 × 77 m, té 5,5 m de gruix i 12 m d'alt. El recinte interior fa 123 × 56 m; té 2,6 m de gruix i 8 d'alt. En total, la planta ocupa una superfície d'uns 10.500 m². La façana exterior del mur té fornícules, arrebossades de blanc, imitant una façana de palau reial. El conjunt té dos portals d'entrada principals. Tots dos tenien enormes marcs de portes de granit roig. No se sap de què podrien haver estat fetes les fulles de la porta. La porta nord fins i tot tenia una espècie de vestíbul d'entrada amb dues habitacions. El portal est és prou més petit i hi ha evidència que la porta en va ser tapiada més tard i era només una porta falsa.
L'interior té un gran i espaiós pati que ara és completament buit; es desconeix si hi havia edificis importants com ara temples o templets. El 1988, l'egiptòleg australià David O'Connor va descobrir un aflorament quadrat i pla de pedra calcària fina que estava rematat per quatre esglaons de tova en forma d'escala. L'estructura esglaonada és al bell mig del pati, i ja no es pot determinar el seu propòsit. L'únic edifici de culte que podria comprovar-se amb certesa és una capella, o santuari de culte, a prop de la cantonada est del pati. Les ruïnes també en són de rajola de fang sense coure.
A la porta interior sud, es poden trobar els fonaments i les restes del mur d'un edifici, que recolza en l'interior del mur sud. Devia ser una casa reial, amb quatre cambres. En les ruïnes aparegueren tapes de gerres fetes d'argila i marga, amb inscripcions de segells estampades. Les inscripcions donen el nom Serekh del rei Peribsen, Sekhemib, Chazehemui i Djoser, així com els noms d'alts funcionaris i sacerdots de l'època del rei Djoser.
A prop del mur nord-oest, hi havia 14 pous per a bots, apuntant cap a fora però alineats al llarg del mur. Les tombes dels vaixells tenen entre 20 i 30 m de llarg i són de tova; els contorns imiten la forma dels bots. Els vaixells reials soterrats ritualment tenen entre 16 i 18 m de llargada, uns 3 m d'ample i entre 60 i 90 cm de profunditat. Són de fusta de tamarix i els taulons s'han unit amb caixa i matxa i cordes d'arecàcies. Els espais entre els taulons s'han segellat amb resina d'arbre i canyes; els residus de pigments blancs i grocs indiquen que els vaixells estaven pintats. Fins i tot podrien estar en condicions de navegar. No se'n trobaren els rems.

## Història

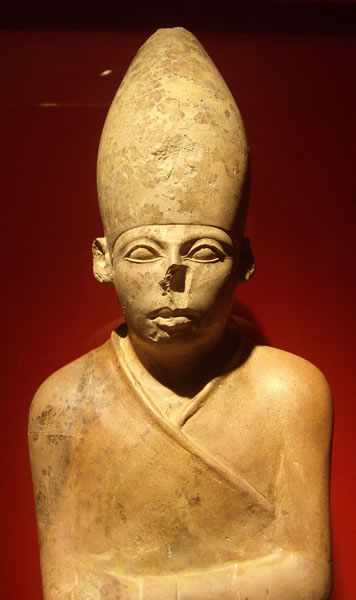
Rei Khasekhemui (estàtua sedent de Nekhen)

Shunet El-Zebib fou abandonat durant la Dinastia II, al voltant del 2700 abans de la nostra era. Fundat pel faraó Khasekhemui, el darrer d'aquesta dinastia, Shunet El-Zebib era un districte de la vall reial, un districte de culte amb una rèplica del palau reial i amb capelles, altars de sacrifici i santuaris amb estàtues. A la zona de culte es commemorava el rei mort i s'honorava el seu nom. Els antics egipcis anomenaven aquests llocs de culte Hut-Ca, o Casa del Ka ('Casa de l'Ànima'), que representa l'antecessor religiós i arquitectònic del posterior temple de la vall. Com era habitual en el període dinàstic primerenc, cada governant tenia una tomba mastaba i un districte de la vall propera (però tots dos separats). Pel fet que Khasekhemui i un dels seus predecessors, el rei Peribsen, posseïen cadascú una mastaba i un districte de la vall prop d'Abidos, alguns egiptòlegs creuen que Khasekhemui pot haver descendit d'un llinatge reial originari d'Abidos i pertanyent a la dinastia Girga. No és clar, però, quant va durar el culte a la mort i devoció que envoltava a Khasekhemui.
Durant el Tercer Període Intermedi, en el Baix imperi, Shunet El-Zebib s'havia emprat com a lloc d'enterrament ritual per a animals. Molts atuells d'argila que contenen ossos d'animals encara s'estan excavant a la cantonada sud. Es conserven sobretot mòmies d'ibis, oques i xacals. Durant el Baix imperi, va florir un culte d'ibis diferent a Abidos.
Les excavacions a prop del mur est han descobert les ruïnes d'un assentament cristià primitiu, sembla que de monjos de l'antiguitat tardana del 400, una petita comunitat monàstica establerta a Shuneh. S'havien excavat unes habitacions en la paret est, s'havien enguixades, el terra estava cobert de pedra calcària. Els nínxols vius havien danyat greument la maçoneria. Es desconeix quant de temps hi visqueren els monjos.(5)
El districte de la Vall de Khasekhemui ara es coneix amb el nom àrab Shunet El-Zebib, que significa 'graner de panses'. No és clar com va sorgir aquest nom. Ja sota Napoleó Bonaparte, al voltant del 1806, ja s'anomenava així pels autòctons. Shunet El-Zebib potser és una modificació moderna de l'antic nom Shunet pa-Hib, que es tradueix com a 'campament d'ibis'. Aquest nom més antic es deuria a les nombroses mòmies d'ibis que n'hi ha a prop de l'entrada sud. També podria ser que Shunet El-Zebib, com el recinte de Peribsen, s'hagués utilitzat més tard com un fort militar a causa dels enormes murs, que li donaren el sobrenom de "Fort Mitjà". Hui només es diu així el recinte del Peribsen, quasi totalment en ruïnes. Les troballes arqueològiques anteriors, però, i la proximitat al cementeri d'Abidos parlen en contra d'un ús militar de Shunet. A més a més, un fort amb tantes entrades no hauria estat pas massa protegit.

## Arqueologia

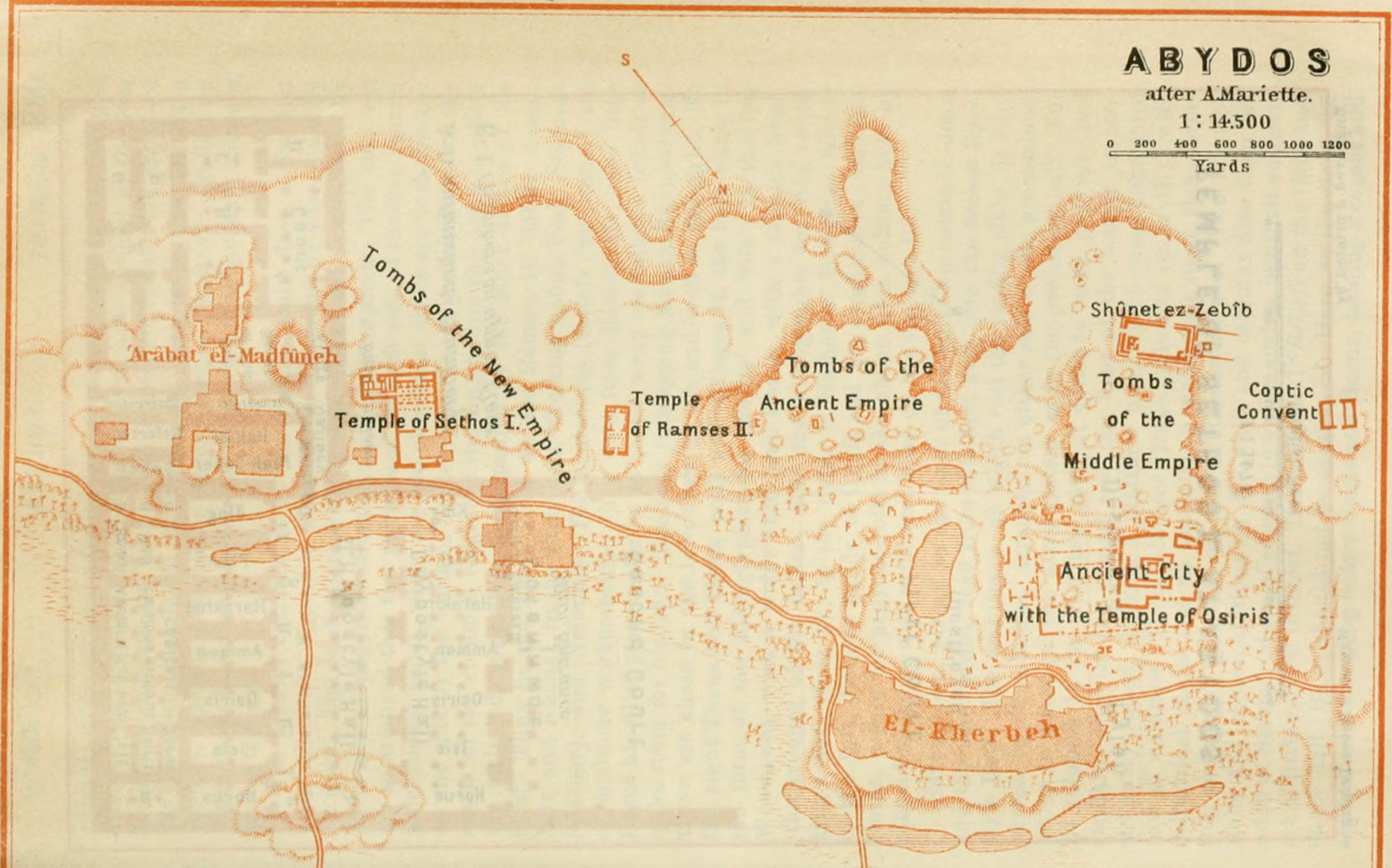
Mapa històric d'Abidos del 1914, Shuneh està marcat al cantó superior dret

El Shunet El-Zebib és de gran interés per a arqueòlegs, egiptòlegs i historiadors, i també per a marxants d'art i museus. Les primeres excavacions, les feu el 1834 el col·leccionista d'art grec Giovanni d'Athanasi, amb la intenció de trobar i vendre objectes d'art. Entre el 1837 i 1857, algunes esteles de diferents èpoques, però sobretot del Primer Període Intermedi i posteriors, es venien en cases de subhastes de Londres i París. Les primeres excavacions científiques hi van començar al voltant del 1880 per l'egiptòleg François Auguste Ferdinand Mariette, que acabà al voltant del 1899 i hi va deixar al seu col·lega i successor Émile Amélineau. El treball de tots dos, però, fou només superficial, tot i que les seues troballes de segells d'argila i fragments d'estàtues van poder identificar al rei Khasekhemui com el constructor primigeni.
Altres excavacions realitzades el 1991 i 2002 per David O'Connor se centraren en el santuari de culte i el monticle esglaonat del centre. Sorprenentment, es van descobrir rastres de residus d'encens al santuari de la capella de culte, i això demostra que es va utilitzar després de ser tancat. També hi havia materials orgànics, indicis de sacrificis. S'hi trobaren eines abandonades a propòsit a prop del pujol del pas. L'enterrament ritual d'eines a prop dels llocs de culte ha estat documentat des de temps predinàstics.
L'Institut de Belles Arts de la Universitat de Nova York va dirigir campanyes d'excavació, restauració i preservació entre el 2002 i 2007, centrant-se en els murs del recinte. Estan molt danyats i en greu perill d'esfondrament en alguns llocs. A banda d'estar a la intempèrie i abandonats, la major part del mal prové de la vespa oriental nadiua, que cava túnels a la paret per a construir nius. Els llops africans (Canis lupaster) també els han danyat. El treball de restauració, dirigit per Matthew Douglas Adams i David O'Connor, se centra a eliminar els nius de vespes i tapar els buits i forats de les parets. Ja s'han fabricat i instal·lat unes 250.000 noves rajoles d'argila i, mentrestant, se n'ha reconstruït el portal d'entrada sud.
Per la sorprenent semblança arquitectònica entre Shunet El-Zebib i la Piràmide esglaonada de Djoser (presumpte fundador de la Dinastia III), els arqueòlegs consideren que Shuneh amb el turó esglaonat al pati central és un precursor directe de la Piràmide esglaonada.

## Literatura
- Toby A. H. Wilkinson: Egipte dinàstic primerenc. Routledge, Londres 2002, ISBN 1-134-66420-6.
- Matthew Douglas Adams, David O'Connor: The Shunet El Zebib en Abydos: conservació arquitectònica en un dels monuments reials conservats més antics d'Egipte. En: Sue D'Auria: Ofrenes a l'ull discernidor: una mescla egiptològica en honor a Jack A. Josephson (= Cultura i història de l'antic Pròxim Orient. Volum 38). Brill, Leiden, 2010, ISBN 978-90-04-17874-8.
- Ian Shaw: La història d'Oxford de l'antic Egipte. Open University Press, Oxford (Regne Unit) 2000, ISBN 0-19-815034-2.
- Llorer D. Bestock, El desenvolupament del culte funerari reial a Abidos: dos recintes funeraris del regnat d'Aha. Harrassowitz, Wiesbaden 2009, ISBN 978-3-447-05838-4.